# Oxyaporia ornata
Oxyaporia ornata là một loài ruồi trong họ Tachinidae.